# Pseudomystus flavipinnis
Pseudomystus flavipinnis är en fiskart som beskrevs av Ng och Rachmatika, 1999. Pseudomystus flavipinnis ingår i släktet Pseudomystus och familjen Bagridae. Inga underarter finns listade i Catalogue of Life.